# Wiedemannia berthelemyi
Wiedemannia berthelemyi är en tvåvingeart som beskrevs av Vaillant och Gilles Vincon 1987. Wiedemannia berthelemyi ingår i släktet Wiedemannia och familjen dansflugor.
Artens utbredningsområde är Frankrike. Inga underarter finns listade i Catalogue of Life.